# Chord Overstreet
Chord Overstreet (Nashville, Tennessee, 17 de fevereiro de 1989), é um cantor, compositor e ator norte-americano, mais conhecido por seu papel como Sam Evans na série de televisão "Glee" e como o personagem "Nick" no filme de televisão "4th Man Out".

## Biografia
Overstreet nasceu na cidade Nashville, no estado de Tennessee nos Estados Unidos. Ele é o terceiro dos seis filhos do cantor country Paul Overstreet com a maquiadora Julie Miller.
Sobre o seu nome incomum, que é a palavra "Acorde" na tradução livre para a língua portuguesa, Chord disse: "O meu pai está no ramo da música como compositor. Fui o terceiro na minha família a nascer, e há três notas em um acorde, é foi assim que eles me deram o meu nome".
Ele tem um irmão mais velho chamado de Nash Overstreet, que toca guitarra na banda Hot Chelle Rae, uma irmã mais velha chamada de: Summer Overstreet. Ele ainda tem outras três irmãs mais novas chamadas: Harmony, Skye e a Charity. Tem ascendência alemã, irlandesa, inglesa e "um pouco de americana nativa". Chord sempre foi incentivado a seguir uma carreira musical: o primeiro instrumento que aprendeu a tocar foi o bandolim, seguindo depois para bateria e violão, o seu instrumento favorito. Em sua adolescência, ele posou para anúncios das lojas "Famous Footwear" e a "Gap".

## Carreira de ator

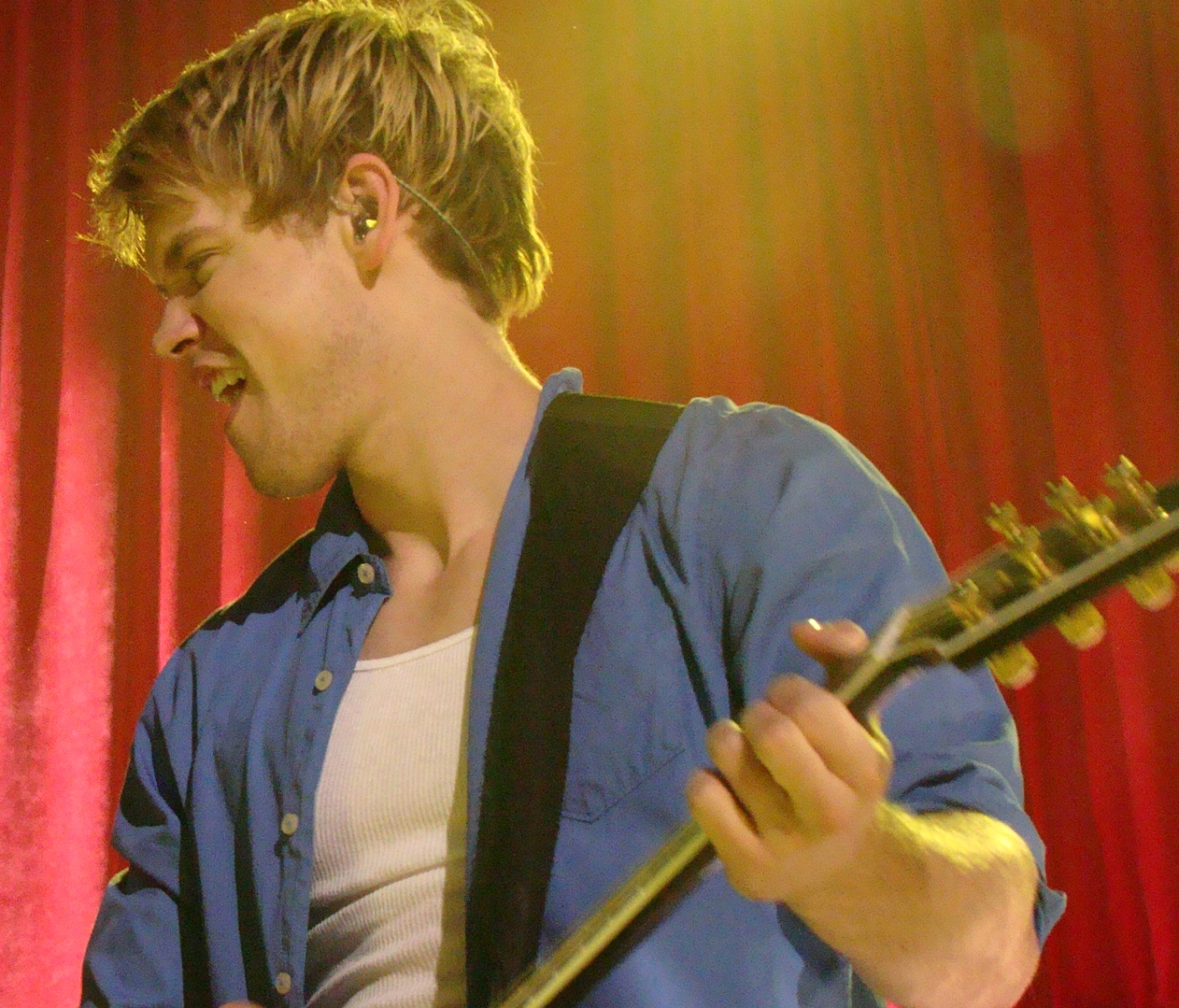
Overstreet como Sam Evans no Glee Live! In Concert! Turnê

Overstreet começou a perseguir a sua paixão de atuar depois de sua formatura do ensino secundário em 2007. Depois de dois anos sem sucesso, Overstreet iniciou sua carreira atuando na websérie Private, Como Josh Hollis. Ele também participou de um episódio de iCarly iSpeed Date (por alguns minutos) e do piloto não lançado de No Ordinary Family. Seu primeiro papel no cinema foi o de um adolescente no filme de suspense The Hole (2009), e ele estrelou o filme de 2011 A Warrior's Heart como Dupree, ao lado de Ashley Greene e Kellan Lutz.
Overstreet interpreta o personagem de Sam Evans, um aluno transferido e atleta, na série de televisão Glee. Ele conseguiu o papel após a audição com as canções "Easy" dos The Commodores e I Don't Want to Be do Gavin DeGraw. Mais tarde, ele cantou "Billionaire" de Travie McCoy com Bruno Mars como um teste de estúdio, e, eventualmente, cantou em seu episódio de estreia intitulado "Audition".
Lançado em 2015, Overstreet interpretou o personagem de Nick no filme de drama e comédia "4th Man Out", disponível na Netflix.

## Vida Pessoal
Chord Overstreet namorou por algum tempo a atriz Emma Roberts, sobrinha da atriz Julia Roberts.
Ele também teve um pequeno caso amoroso com Ashley Benson, Taylor Swift e a atriz Dianna Agron (com quem fez par romântico em Glee). Também foi visto com a atriz e cantora Selena Gomez.
Em 2018, teve um namoro de aproximadamente seis meses com a famosa atriz britânica Emma Watson, famosa mundialmente por sua participação em todos os filmes de Harry Potter (série de filmes).
Na metade de 2020, iniciou um namoro com a atriz Camelia Somers, conhecida por sua participação na novela The Bold and the Beautiful (exibida pela CBS) e por ser a neta da famosa atriz estadunidense Suzanne Somers.

## Filmografia

### Televisão
| Ano           | Série                  | Papel                           | Notas                                                                                               |
| ------------- | ---------------------- | ------------------------------- | --------------------------------------------------------------------------------------------------- |
| 2009          | Private                | Josh Hollis                     | Web série                                                                                           |
| 2009          | iCarly                 | Eric                            | Primeiro papel na televisão Episódio "iSpeed Date"                                                  |
| 2010          | No Ordinary Family     | Lucas Fisher                    | Episódio "Piloto (não lançado)"                                                                     |
| 2010-2015     | Glee                   | Sam Evans                       | (Elenco Recorrente na segunda e terceira temporada) (Elenco Principal a partir da quarta temporada) |
| 2011          | The Middle             | Sr Wilkerson                    | |
| 2013          | Apenas um Show         | Dusty B (voz)                   | Episódio: "O Especial de Ação de Graças"                                                            |
| 2015          | Que Legal, Scooby-Doo! | Mitchell, Andrew (voz)          | Episódio: "Mistério 101"                                                                            |
| 2016–2017     | Picles e Amendoim      | Vozes Adicionais / Scampi (voz) | Episódio: "Gregazoids / Meat Ballers"                                                               |
| 2020          | The Bold Type          | Evan Sloan                      | Episódio: "Stardust"                                                                                |
| 2020          | Royalties              | Cantor                          | Episódio: "Eu sou muito melhor do que você em tudo"                                                 |
| 2021–presente | Acapulco               | Chad Davies                     | Papel principal                                                                                     |

### Cinema
| Ano  | Filme                      | Papel               | Notas |
| ---- | -------------------------- | ------------------- | ----- |
| 2009 | The Hole                   | Adam                |       |
| 2011 | A Warrior's Heart          | Dupree              |       |
| 2011 | Glee: The 3D Concert Movie | Sam Evans/Ele mesmo |       |
| 2016 | Fourth Man Out             | Nick                |       |
| 2020 | O Balanço das Coisas       | Tom                 |       |
| 2022 | Uma Quedinha de Natal      | Jake                |       |

### Videoclipe
| Ano  | Música          | Banda          | Notas                 |
| ---- | --------------- | -------------- | --------------------- |
| 2011 | Tonight Tonight | Hot Chelle Rae | Participação especial |

## Discografia
Overstreet fez um cover de "Billionaire", que foi lançado como um single e alcançou o #15 na Irlanda, #24, no Canadá, #28, nos Estados Unidos, e #34, na Austrália. Seu cover de "Lucky" também foi lançada como single. Overstreet também é destaque no clipe de Tonight Tonight da banda Hot Chelle Rae, aparecendo com seu irmão, Nash Overstreet.
Em 13 de dezembro de 2011, uma das faixas solo de Overstreet, intitulado "Beautiful Girl", vazou na internet.
Em 2017, lançou a música "Hold On", uma balada ao piano, que ficou notória por estar na trilha sonora do último episódio da série de televisão The Vampire Diaries (8.ª temporada), da rede The CW dos Estados Unidos.

### Single
| Ano  | Título        | Videclipe | Álbum |
| ---- | ------------- | --------- | ----- |
| 2016 | "Homeland"    | Sim       | —     |
| 2017 | "Hold On"     | Sim       |       |
| 2018 | "Wasted Time" | Não       |       |

## Tours
- Glee Live! In Concert! como Sam Evans (2011)
- Future Now Tour (de Demi Lovato e Nick Jonas) - ato de abertura (2016)

## Prêmios
| Ano  | Prêmio                     | Categoria                                            | Trabalho                  | Resultado |
| ---- | -------------------------- | ---------------------------------------------------- | ------------------------- | --------- |
| 2011 | Screen Actors Guild Awards | Performance de Elenco em Série de Comédia            | Glee                      | Indicado  |
| 2012 | Screen Actors Guild Awards | Performance de Elenco em Série de Comédia            | Glee                      | Indicado  |
| 2012 | Hollywood Teen TV Awards   | Artista Favorito                                     | Glee                      | Indicado  |
| 2012 | Grammy Award               | Melhor Trilha Sonora de compilação para Mídia Visual | Glee: The Music, Volume 4 | Indicado  |
| 2013 | Screen Actors Guild Awards | Performance de Elenco em Série de Comédia            | Glee                      | Indicado  |
| 2013 | Teen Choice Awards         | Ator que roubou cena                                 | Glee                      | Venceu    |